# 発表!全ウルトラマン大投票
- ウルトラシリーズ > 発表!全ウルトラマン大投票
- 全○○大投票 > 発表!全ウルトラマン大投票

『発表！全ウルトラマン大投票』（はっぴょう ぜんウルトラマンだいとうひょう）は、NHK BSプレミアムにて放送された、ウルトラシリーズについての特別番組。2022年9月10日22時から24時にかけて放送された。

## 概要
NHKの人気投票番組シリーズ「全○○大投票」の第9弾。
番組特設サイトにおいて「あなたの好きなウルトラヒーロー」・「あなたの好きなウルトラ怪獣」・「あなたの好きなウルトラメカ」の3部門で投票を募り、2022年7月15日から8月21日まで投票が行われた。投票総数は355,563票。

## 出演者
| 司会                       | 西川貴教（歌手・タレント） 杉浦友紀（NHKアナウンサー）                                                                                           |
| ウルトラマンシリーズゲスト | つるの剛士（ウルトラマンダイナ / アスカ・シン役） 杉浦太陽（ウルトラマンコスモス / 春野ムサシ役） 平野宏周（ウルトラマンZ / ナツカワ・ハルキ役） |
| ファンゲスト               | 佐野史郎（俳優） 風見しんご（俳優・タレント） 関智一（声優） 潘めぐみ（声優）                                                                    |
| 解説                       | 井上伸一郎（編集者・映像プロデューサー） |

## 投票結果
対象は2022年3月までの作品に限る。

### ウルトラヒーロー部門
- 1位：ウルトラマンティガ[1]

### ウルトラ怪獣部門
- 1位：ゼットン[1]

### ウルトラメカ部門
- 1位：特空機1号 セブンガー[1]